# Manduca exiguus
Manduca exiguus är en fjärilsart som beskrevs av Gehlen. 1942. Manduca exiguus ingår i släktet Manduca och familjen svärmare. Inga underarter finns listade i Catalogue of Life.